# Czernowitzer Allgemeine Zeitung
Die Czernowitzer Allgemeine Zeitung  (CAZ) gehörte zu den führenden deutschsprachigen Tageszeitungen in Czernowitz. 
Die Zeitung wurde 1903 gegründet und von der Graphischen Kunstanstalt Eminescu GmbH in Czernowitz, Herrengasse 11, verlegt. Sie gehörte wie das Czernowitzer Tagblatt, die Czernowitzer Deutsche Tagespost und das Czernowitzer Morgenblatt zu den Zeitungen, die ihre Leser in der deutschsprachigen Bevölkerung von Czernowitz und Umgebung fanden. 
Die CAZ hatte in erster Linie als Leserschaft die Geschäftskreise der Stadt. Sie trug im Untertitel die Bezeichnung Unabhängiges Tageblatt um zu zeigen, dass sie nicht politisch gebunden war. Aber auch in Bukarest fand die Zeitung als Sonderausgabe unter dem Titel Allgemeine Zeitung ihre Leser. Die Zeitung erschien an sechs Tagen in der Woche, anfänglich als Abend- ab 1912 als Morgenausgabe. 
Im Jahr 1937 hatte die Zeitung in Czernowitz eine Auflage von 3500 Stück. Der Direktor des Verlegers war Felix Picker. Adolf Niederhoffer wirkte als Chefredakteur, sein Vertreter war Fritz Albrecht. Die Zeitung hatte auch eine eigene Redaktion in Bukarest. Als jüdische Herausgeber wirkten Philipp Menczel (1872–1941), Mendel Abraham und Arnold Schwarz. 
Als Nebenausgabe der Zeitung erschien von 1930 bis 1937 auch eine Abendausgabe, die sich Extrablatt nannte. Bis 1912 gab es eine, danach zwei tägliche Ausgaben der CAZ (Mittags- und Abendausgabe) bis zum 7. Dezember 1913. Während des Ersten Weltkriegs war eine journalistische Tätigkeit nur eingeschränkt möglich, während der ersten beiden russischen Besetzungen 1914/15 gar nicht. Nach der dritten russischen Invasion erschien die CAZ gemeinsam mit dem Czernowitzer Tagblatt kurzfristig als Bukowinaer Kriegszeitung. Zwischen 1918 und 1940 erschien die Zeitung wieder in der gewöhnlichen Aufmachung. 
Im Jahre 2002 bildete sich in Wien ein Arbeitskreis der Czernowitzer Presse. Dieser beschloss, unter anderem die Digitalisierung von einigen Jahrgängen der CAZ, die dann im Internet aufrufbar sein sollen.  